# Chiesa di San Rocco (Mongrando)
La chiesa di San Rocco è una chiesa parrocchiale del XVII secolo sita a Mongrando in Piemonte.

## Storia
La chiesa nacque in origine come oratorio dedicato a San Rocco, il santo protettore dalla peste, che nel biennio 1630-1631 colpì duramente gli abitanti del paese di Mongrando. I lavori di costruzione iniziarono alla fine della pestilenza e si protrassero per alcuni decenni. Nel 1661 l'edificio era ancora in costruzione: aveva però l'altare in mattoni consacrato e possedeva i paramenti necessari per permettere le celebrazioni. Nello stesso anno vennero terminati il coro e il presbiterio, mentre delle sei cappelle una sola possedeva già un altare dedicato a San Giulio e Sant'Antonio da Padova. Le pareti della navata erano ancora prive di intonaco, mancavano la sacrestia e il campanile mentre la corda della campana, posta allora sul tetto della chiesa, pendeva nei pressi del presbiterio.
La chiesa venne successivamente ultimata e ulteriormente ampliata in anni più recenti.

## Descrizione
Gli interni della chiesa presentano pareti in muratura, con volta a crociera affrescate; vi sono quindi un'abside e delle cappelle latarali, in una delle quali si trova il fonte battesimale. L'organo è stato scolpito nella cassa e nell'orchestra realizzata in legno dorato e venne dipinto dallo scultore Pietro Botto, mentre le ante vennero curate dal pittore Mario Zuccaro. Il campanile attuale si trova a lato del presbiterio. La copertura della chiesa è a falde e presenta una struttura lignea portante e secondaria a capriate e coppi a copertura della stessa.